# Cimbex fagi
Cimbex fagi är en stekelart som beskrevs av Ernst Gustav Zaddach 1863. Cimbex fagi ingår i släktet Cimbex, och familjen klubbhornsteklar. Arten har ej påträffats i Sverige.